# Sexdrega distrikt
Sexdrega distrikt är ett distrikt i Svenljunga kommun och Västra Götalands län. 
Distriktet ligger norr om Svenljunga. 

## Tidigare administrativ tillhörighet
Distriktet inrättades 2016 och utgörs av socknen Sexdrega i Svenljunga kommun.
Området motsvarar den omfattning Sexdrega församling hade vid årsskiftet 1999/2000.